# TVer
TVer（ティーバー）は、在京民放キー局5社（日本テレビ、テレビ朝日、TBSテレビ、テレビ東京、フジテレビ）と、在阪民放5社（毎日放送、朝日放送テレビ、関西テレビ、読売テレビ、テレビ大阪）、広告代理店4社（電通、博報堂DYMP、ADK、東急エージェンシー）が共同出資した株式会社TVer（旧・株式会社プレゼントキャスト）が運営するOTTサービス。

## 概要
海賊版コンテンツ・不正コピーの防止・対抗を目的として2015年10月26日にサービスが開始された。スマートフォンやタブレット向けのTVer専用アプリやPC上のウェブブラウザを利用して、民放テレビ局が提供するテレビ番組や動画コンテンツを視聴することができる。
在京民放5社は、当サービスの開始以前から独自の見逃し配信サービスをそれぞれ運営しているが、「TVer」はこれらを一元的に集約させたポータルサービスとしての役割も担う。
インフラにブライトコーブの動画配信プラットフォームBrightcove Video Cloudと機械学習を使ったエンコード技術Context Aware Encodingを採用している。

## 歴史
- 2006年（平成18年）
  - 4月3日 - 電通と在京キー局、博報堂DYメディアパートナーズ、ADK、東急エージェンシーの出資で、株式会社プレゼントキャストが設立される[11]。
- 2015年（平成27年）
  - 7月16日 - 番組無料配信サービスの提供を10月から開始すると発表[6]。
  - 10月26日 - プレゼントキャストの運営で、Tverのサービス提供を開始[7]。
  - 11月19日 - アプリの累計ダウンロード数が100万を超える[12][13]。
- 2016年（平成28年）
  - 10月3日 - 在阪民放2社（朝日放送→朝日放送テレビ、毎日放送〈MBS〉）が参加[14]。
  - 12月17日 - アプリの累計ダウンロード数が500万を超える[15]。
- 2017年（平成29年）
  - 3月25日 - 在阪民放1社（読売テレビ）が参加[16]。
  - 5月 - CDNにIIJと日本テレビを中心とした東名阪の民放各局共同出資のJOCDNのサービスを導入[17]。
  - 12月17日 - アプリの累計ダウンロード数が1000万を超える[18]。
- 2018年（平成30年）
  - 3月 - 在阪民放1社（関西テレビ放送）が参加。
- 2019年（平成31年・令和元年）
  - 4月8日 - 在阪民放1社（テレビ大阪）が参加[19]。
  - 4月29日 - 同日午前0時から午前3時半頃にかけて、外部から不正アクセスを受け、アプリ及びウェブサイト上で画像の改竄や複数の番組タイトルの改変などが行われた。この事態を受けてTVerは事実を認めた上で公式に謝罪した[20]。
  - 7月24日 - アプリの累計ダウンロード数が2000万を超える[21]。
  - 8月10日 - 初のプロ野球中継ライブ配信（日本テレビ『Fun!BASEBALL!!』協力）を実施[22][23]。
- 2020年（令和2年）
  - 1月20日 - 同日から24日まで、在京民放5社が夕方に放送しているニュース番組とアニメ番組等[注 2]のネット同時配信に関する技術実証を当サービスにて行った[24][25]。
  - 4月8日 - 同日から一部の番組で、字幕放送と同様の字幕対応を開始[26]。
  - 6月30日 - 同日に実施予定の株主総会と取締役会での決議により、在京民放5社に対して、運営会社であるプレゼントキャストの第三者割当増資を実施。電通グループに変わり、在京民放各社が同率で筆頭株主となる[27][28]。
  - 7月1日 - 前日に実施の株主総会と取締役会での決議により、運営会社であるプレゼントキャストの社名を本サービス名称と同じ「TVer」に変更する[28][29]。
  - 10月3日 - 同日から12月30日まで、地上波プライムタイムに放送されている日本テレビ系列番組のネット同時配信試験サービス「日テレ系ライブ配信」を当サービスにて実施[30][31][32]。独立放送局のテレビ神奈川（tvk）が参加し、同日から配信を開始[33]。
  - 10月30日 - 同日から2021年1月まで行われる『全国高等学校サッカー選手権大会』（日本テレビを中心とする民間放送43社共同制作）の地区大会決勝（一部地域を除く）と全国大会を順次ライブ配信と見逃し配信を実施[34][35]。
- 2021年（令和3年）
  - 5月19日 - 電子番組表「Gガイド」との連携サービスを一部機種と地域にて開始[36]。
  - 6月23日 - 在阪民放5社に対し第三者割当増資を実施[37]。
  - 7月21日 - 同日から8月8日まで行われた東京オリンピックのライブ配信を実施[注 3][38][39]。
  - 8月25日 - アプリの累計ダウンロード数が4000万を超える[40]。
  - 10月2日 - 「日テレ系ライブ配信」の正式サービスを開始[41]。
  - 11月12日 - ビデオリサーチによる調査で同年10月の月間動画再生数が2億回を超える[42]。
- 2022年（令和4年）
  - 2月4日 - 同日から同月20日まで行われた北京オリンピックのライブ配信を実施[注 3][43]。
  - 3月23日 - 資本金を1億円に減資、53億円を剰余金に振替。
  - 4月1日 - TVerサービスの大幅改修を実施。それ以前から存在していた無料アカウント「TVer ID」のログイン機能を導入し、異なるサービスとの「お気に入り」機能や新たに導入された「あとでみる」機能に登録された番組を同一IDで共有出来るようになった[44]。「日テレ系ライブ配信」のサービス名を「日テレ系リアルタイム配信」に変更[45]。
  - 4月11日 - 本サービスにてテレビ朝日系列（テレ朝系リアルタイム配信）とTBSテレビ系列（TBS系リアルタイム配信）、テレビ東京系列（テレ東系リアルタイム配信）、フジテレビ系列（フジテレビ系リアルタイム配信）番組の同時配信サービスを開始[46][47][48][49]。
  - 4月26日 - ビデオリサーチによる調査で同年3月の月間動画再生数が2億5千万回を超える[50]。
  - 7月22日 - アプリの累計ダウンロード数が5000万を超える[51]。
  - 10月22日 - 同日から同月30日まで開催の日本シリーズのライブ配信を実施[52]。
- 2023年（令和5年）
  - 1月31日 - Zホールディングス並びに同社傘下グループ3社（Z Entertainment・ヤフー・LINE）との間で業務提携することで合意[53]。同年3月31日にサービスを終了した同社傘下の動画配信サービスであるGYAO!のサービスを事実上継承した[54][55]。
- 2024年（令和6年）
  - 1月17日 - 月間ユニークブラウザ数（MUB）が歴代最高となる3129万MUBを記録[56]。
  - 7月24日 - 同日から8月11日まで開催のパリオリンピックのライブ配信[注 4]を実施。なお、gorin.jpのサービスは2023年3月31日に本サイトへ吸収統合されていた[57][58][59]。
  - 9月10日 - 8月の月間ユニークブラウザ数（MUB）が歴代最高となる4100万MUB、同月の月間動画再生数が4億9千万回とそれぞれ過去最高を記録[60]。
  - 10月1日 - 一部テレビ局のニュースライブ配信[注 5]を開始[61]。
  - 11月18日 - アプリの累計ダウンロード数が8000万を超える[62]。
- 2025年（令和7年）
  - 1月9日 - 2024年12月の月間動画再生数が4億9600万回、コネクテッドTVの月間動画再生数が1億6000万回とそれぞれ過去最高を記録[63]。
  - 2月10日 - 1月の月間ユニークブラウザ数（MUB）が過去最高となる4120万MUBを記録[64]。

## 配信番組
配信は、放映から1週間程度の期間（次回放送がそれを超える場合は、遅くとも次回放送開始前まで）行われ、従来の放送と同じようにコマーシャルが挿入される形式となっている。また、放送局によっては番組開始前に局のロゴムービーを5秒ほど挿入してから開始している。テレビアニメや外注制作テレビドラマなど、制作プロダクションの力が強い作品は、VOD版と共通化させるため、製作局の代わりに製作プロダクションのロゴムービーに差し替えられることがあるか、ロゴムービーすら挿入させない措置を採られることがある。
テレビジョン放送とネット配信とで権利処理が大幅に異なるため、それらの関係で配信対象外となる放送回もある。配信途中に新たな権利問題・侵害の発生に加え、番組出演者が不祥事を起こした場合も即座に配信終了となるが、当該パートを削除された上で再開されることもある。また、殆どのワイドショーや2時間以上に拡大された特別番組等の長時間番組や、バラエティ番組は複数のパートやコーナー別に分けて配信されることもある。次回予告は、放送前映像の権利処理が準備段階としていることもあり、ノンフィクション等を中心にカットされる番組も少なからず存在する。
サービス開始当初は、全国ネットでの放送番組（準キー局制作番組やBS・CS民放局等の番組を含む）等を中心とした番組ラインナップであったが、2016年秋から2018年春までにかけて全ての準キー局系の見逃し配信サービス（後述）が参画し、番組の直接配信を開始したことにより、放送エリアが制限されているローカル番組の視聴も可能となった。これ以降、準キー局等以外の系列局等が制作したローカル番組等も順次配信が行われている。
開始当初の配信番組はドラマ作品等が中心だったが、年を追うごとにバラエティ・アニメ・料理番組等ラインナップを増やし、2024年6月現在ではゴールデンタイム・プライムタイム等の番組を中心に約400番組以上がラインナップされている。また、ドラマ・アニメ作品等では本サービス開始前に放送された作品（概ね1950年代から2010年代までの物）や、オリジナル作品等が配信されることもある。ニュース・情報番組等については一部の番組を除き、基本的に配信していないが、東日本大震災やSDGs等のキャンペーン企画実施時に例外として配信する場合がある。ただし、全国ネットの番組であっても権利処理が難しいもの（映画番組等）や、製作側の事情から当サービスで配信が行われない番組もある。
配信番組は基本的に主音声（第1音声）のみが配信される。そのため、音声多重放送且つ副音声（第2音声以上）にて、2か国語放送や解説放送や副音声付放送等が行われた場合は副音声版を別途配信することもある。
「TVer」ではradiko（プレミアムを除く）とは異なり、配信番組の視聴にあたって国内でのエリア制限は施されていないことから、配信対象番組で放送枠の移動がある場合は、必ず放送時間のところに「一部地域をのぞく」の表記が入る。これは系列局が無い地域かクロスネット局で同時ネットの対象から外れた番組において遅れネットか非ネットの時があるため。一方、海外での利用はできず、この点は同様である。
2019年8月26日には、公共放送である日本放送協会（NHK）が制作している一部の番組についても配信が開始された。

### 独立放送局の参入
2020年からは独立放送局も参入しており、以下の局がそれぞれ制作番組の配信を開始している。
- 2020年10月 - テレビ神奈川（tvk）[33]
- 2021年4月 - 群馬テレビ[76]
- 2021年7月 - テレビ埼玉（テレ玉）[77]
- 2022年2月 - 東京メトロポリタンテレビジョン（TOKYO MX）[78]
- 2022年3月 - 千葉テレビ放送（チバテレ）[79]
- 2022年4月 - ワールド・ハイビジョン・チャンネル（BS12 トゥエルビ）[80]
- 2023年4月 - サンテレビジョン（サンテレビ）[81]
- 2023年5月 - 日本BS放送（BS11）[82]
- 2023年9月 - WOWOW[83]
- 2023年10月 - とちぎテレビ（とちテレ）[84]、BS松竹東急[85]
- 2023年11月 - 三重テレビ放送[86]
- 2024年4月 - 岐阜放送（ぎふチャン）[87]、奈良テレビ放送[71]
- 2024年5月 - BS10（当時・BSJapanext）[88]
- 2025年3月 - BSよしもと[89]

## 再生・ユーザー数
サービス開始当初の月間アクティブユーザー数の伸びは低調で、実際の利用状況は芳しくないとする調査結果があったが、2018年3月期には月間動画再生数が3,871万回となり、前月の3,065万回を大幅に上回った。2021年1-3月期に月間動画再生数が1億8,305万回、月間ユーザー数が1,697万人を突破し、2023年4月には累計アプリダウンロード数が6000万、同年8月には月間動画再生数が3.9億回、月間ユーザー数が3,000万人と、いずれも過去最高記録を更新した。
TVerの調査によると、全国15歳から69歳の6割以上で認知されており、特に10代女性ではSNSによる拡散もあり、2022年時点で85.4%に上がっている。主に連続ドラマやバラエティ番組の見逃し配信を中心に高い需要があるとしている。
再生数など、本サービスの配信にて得られたデータは続編などの企画・制作においての重要な指標になる。サービス普及後は視聴率と並んでTVerの再生数やランキングを貼り出す局も登場しており、お気に入り（旧・マイリスト）の登録件数を指標とする放送局もある。日本民間放送連盟会長の遠藤龍之介も「昔は翌朝に発表される世帯視聴率が全てだったが、今はTVerの再生数がどれだけあるか。ファーストランの地上波の評価を決める指標にもなっている」と述べている。
なお、再生数に応じて番組出演者に対して出演料が支払われることからTVerでの再生を推奨する声もあるが、TVerでの配信は二次使用に当たることや元々テレビ番組自体が地上波のスポンサーが制作費込みのCM料金を払った上で制作されているため、TVerでは高額のCM料金を取ることが出来ないことから、限定的であるとの指摘もある。
主に放送局が少なかったり、複数の系列によるクロスネット局が存在している地域において利用されており、実際に2024年のTVer利用状況を分析した「数字で見るTVer」によると、宮崎県で最多の視聴回数と視聴時間を計測したほか、福井県や鳥取県、高知県、沖縄県で多く利用されているとしている。

## 視聴方法

### 対応状況（PCブラウザ）
Windows
Windows 10/11以降かつMicrosoft Edge最新版、Google Chrome最新版、Firefox最新版が必要。
Mac
OS X 10.15以降かつSafari最新版、Google Chrome最新版、Firefox最新版が必要。

### 対応状況（モバイルアプリ）
2024年12月時点において、「Android 7.0以降」または「iOS 15.0以降」のモバイルOSを搭載したスマートフォンとタブレットに対応したアプリが提供されている。なお、以下に記述するAndroidとiOSのモバイル端末は、上記のOS対応要件を満たした機種を想定しているものとする。
2015年10月のTVerの配信サービスのスタート時に、iPhoneなどのiOS搭載スマートフォンと、Android搭載スマートフォンに対応したアプリが提供開始された。スマートフォンへの対応に続いてタブレット端末に対するアプリの迅速な対応が図られ、11月4日にiOS搭載タブレットのiPad対応のアプリが提供開始された。12月1日にはAndroid版アプリのアップデートによってAndroidタブレットにも対応した。

### 対応状況（テレビアプリ）
2018年1月15日から同年3月31日までの期間限定で、Android TV機能を搭載したソニー製テレビのブラビア向けに提供した。
2019年4月15日からは『TVerテレビアプリ』がAndroid TVの機種とAmazon Fire TV向けに正式リリースされ、2020年6月23日からパナソニック製テレビのビエラ、同年10月12日からGoogle製のChromecast、同年11月25日から同日に発売されたChromecast with Google TVに順次対応した。
なお、NHKの番組や日テレNEWS24の視聴に関しては対象外である。倍速再生機能は競合サービスに遅れを採る形で2023年11月中旬のアップデート分から実装されるようになった。たばこ広告も、2024年7月からテレビアプリ版での配信が解禁された。
リアルタイム配信も同様であるが、2023年9月中旬のアップデート分から「Special Live」にてライブ配信されている配信独占（テレビ放送は無し）のスポーツ中継を主とする一部コンテンツに限り、一部機種で視聴することが可能になった。

### その他特記事項
かつてはTVerのモバイル・テレビアプリでフジテレビ系列の番組を視聴する場合（関西テレビ制作番組を除く）、FODアプリを別にダウンロードする必要があったが、2021年4月12日のアップデート分から仕様が変更され、同アプリ単体での視聴が可能となった。

## 放送局リスト
系列の配列順はTVerの検索ページに基づく。

### 日本テレビ系列
- 日本テレビ
- 読売テレビ
- 中京テレビ
- 福岡放送
- 札幌テレビ
- RAB青森放送
- 秋田放送
- テレビ岩手
- ミヤギテレビ
- 山形放送
- 福島中央テレビ
- 山梨放送
- テレビ新潟
- テレビ信州
- KNBテレビ
- 福井放送
- テレビ金沢
- Daiichi-TV
- 西日本放送
- 日本海テレビ
- 広島テレビ[注 19]
- 山口放送
- 四国放送
- 南海放送
- 高知放送
- 長崎国際テレビ
- KKTくまもと県民テレビ
- TOSテレビ大分[注 20]
- テレビ宮崎
- 鹿児島読売テレビ
- BS日テレ

### テレビ朝日系列
- テレビ朝日
- ABCテレビ
- メ〜テレ
- 北海道テレビ[116]
- 九州朝日放送
- 青森朝日放送
- 秋田朝日放送
- 岩手朝日テレビ
- 東日本放送
- 山形テレビ
- 福島放送
- 新潟テレビ21
- 長野朝日放送
- 福井放送
- 北陸朝日放送
- 静岡朝日テレビ
- 広島ホームテレビ
- 瀬戸内海放送
- 山口朝日放送
- 愛媛朝日テレビ
- 長崎文化放送
- 熊本朝日放送
- 大分朝日放送
- テレビ宮崎
- 鹿児島放送[注 21]
- 琉球朝日放送
- BS朝日
- ABEMA[注 22]

### TBS系列
- TBSテレビ
- MBSテレビ
- CBCテレビ
- RKB毎日放送
- 北海道放送
- 青森テレビ
- IBC岩手放送
- 東北放送
- テレビユー山形
- テレビユー福島
- テレビ山梨
- BSNテレビ
- 信越放送
- チューリップテレビ
- 北陸放送
- 静岡放送
- 山陰放送
- RSK山陽放送
- 中国放送
- テレビ山口
- あいテレビ
- テレビ高知
- 長崎放送
- 熊本放送
- 大分放送
- 宮崎放送
- 南日本放送
- 琉球放送
- BS-TBS

### テレビ東京系列
- テレビ東京
- テレビ大阪
- テレビ愛知
- TVQ九州放送
- テレビ北海道
- テレビせとうち
- BSテレ東

### フジテレビ系列
- フジテレビ
- カンテレ
- 東海テレビ
- テレビ西日本
- 北海道文化放送
- 岩手めんこいテレビ
- 仙台放送
- 秋田テレビ
- さくらんぼテレビ
- 福島テレビ
- テレしず
- NST新潟総合テレビ
- 長野放送
- 富山テレビ
- 石川テレビ
- 福井テレビ
- さんいん中央テレビ
- OHK岡山放送
- テレビ新広島
- テレビ愛媛
- 高知さんさんテレビ
- サガテレビ[注 23]
- テレビ長崎
- テレビ熊本
- TOSテレビ大分
- テレビ宮崎[注 24]
- 鹿児島テレビ
- 沖縄テレビ
- BSフジ

### NHK
- NHK総合
- NHK Eテレ

### 独立放送局
- 群馬テレビ
- とちテレ
- テレ玉
- TOKYO MX
- チバテレ
- tvk
- ぎふチャン
- 三重テレビ
- 奈良テレビ
- テレビ和歌山
- サンテレビ
- WOWOW
- BS10
- BS11
- BS12 トゥエルビ
- BSよしもと

### 過去
- BS松竹東急[注 25]

## TVerアワード
TVerアワードは、前年1年間にTVerでの再生回数が多かった番組に与えられる賞。ドラマ・バラエティの2部門から「大賞」、更に特別賞の計3部門が選出されており、表彰番組は受賞記念の特典映像および当該番組の過去放送分が配信されている。

### 2020年
- ドラマ部門大賞：恋はつづくよどこまでも（TBSテレビ、1878万回再生）
- バラエティ部門大賞：ロンドンハーツ（テレビ朝日、1574万回再生）
- ドラマエピソード賞：恋はつづくよどこまでも 最終話（TBSテレビ、355万回再生）
- バラエティエピソード賞：有吉の壁 3時間スペシャル（日本テレビ、70万回再生）
- TVer特別賞：相席食堂（朝日放送テレビ、1114万回再生）※全国ネットではないバラエティ番組では再生回数1位

### 2021年
- ドラマ大賞：最愛（TBSテレビ、2280万回再生）
- バラエティ大賞：水曜日のダウンタウン（TBSテレビ、2382万回再生）
- 特別賞：ロンドンハーツ（テレビ朝日）
- 特別賞：逃げるは恥だが役に立つ ガンバレ人類!新春スペシャル!!（TBSテレビ）※2021年に配信された単発ドラマでは再生回数1位。
- 特別賞：相席食堂（朝日放送テレビ）※全国ネットではないバラエティ番組では再生回数1位。2年連続の受賞[123]。
- 特別賞：かまいたちの掟（TSKさんいん中央テレビ）※東京と大阪以外の放送局が制作した全国ネットでない番組では再生回数1位。
- TVerアワード感謝状：千鳥 ※前述の『相席食堂』を始め、『いろはに千鳥』（テレビ埼玉）、『千鳥の出没!ひな壇団』（RCCテレビ）も再生数の上位を占めるなど、TVerで配信するバラエティ番組の盛り上げに貢献したため。

### 2022年
- ドラマ大賞：silent（フジテレビ、計7300万回再生）
- バラエティ大賞：水曜日のダウンタウン（TBSテレビ）
- 特別賞：ミステリと言う勿れ（フジテレビ）※第1話の再生数が当時の最高記録を大幅に更新した。
- 特別賞（帯番組）：ラヴィット!（TBSテレビ）※帯番組の中で再生数が1位。
- 特別賞（新番組）：King & Princeる。（日本テレビ）※2022年に配信が始まった新番組では再生数が1位。バラエティ番組全体でも上位にランクインした。
- 特別賞（アニメ）：ワンピース（フジテレビ）※アニメ番組の中で再生数1位。
- 特別賞（関西制作バラエティ）：相席食堂（朝日放送テレビ）※在阪放送局制作のバラエティとしては再生数1位。TVer独占で配信したスピンオフも再生数1位になった。
- 特別賞（ローカル）：いろはに千鳥（テレビ埼玉）※ローカル局が制作・配信する番組の中で再生数1位。
- 特別賞（リアルタイム配信）：報道ステーション（テレビ朝日）※リアルタイム配信で、最も多くリアルタイムで視聴された番組。
- 特別賞（過去作品）：ガリレオ（フジテレビ）※TVerで配信される過去作品の中で再生数1位。
- 特別賞（SNS）：クロちゃん（安田大サーカス）※自身のSNSで出演番組を告知する際に「TVer見てね」と投稿したことや『水曜日のダウンタウン』の企画でも人気になったことが評価された。

### 2023年
- ドラマ大賞：あなたがしてくれなくても（フジテレビ）
- バラエティ大賞：水曜日のダウンタウン（TBSテレビ）
- 特別賞：VIVANT（TBSテレビ）
- 特別賞：夫婦が壊れるとき（日本テレビ）
- 特別賞：まつもtoなかい（フジテレビ）
- 特別賞：アメトーーク!（テレビ朝日）
- 特別賞：ワンピース（フジテレビ）
- 特別賞：薬屋のひとりごと（日本テレビ）
- 特別賞：呪術廻戦「懐玉・玉折/渋谷事変」（毎日放送）
- 特別賞：相席食堂（朝日放送テレビ）
- 特別賞：いろはに千鳥（テレビ埼玉）
- 特別賞：ラヴィット!（TBSテレビ）
- 特別賞：SMBC 日本シリーズ 2023

### 2024年
- ドラマ大賞：海のはじまり（フジテレビ）
- バラエティ大賞：水曜日のダウンタウン（TBSテレビ）
- アニメ大賞：名探偵コナン（日本テレビ）
- 特別賞：夫の家庭を壊すまで（テレビ東京）
- 特別賞：GTOリバイバル（関西テレビ）
- 特別賞：クレヨンしんちゃん（テレビ朝日）
- 特別賞：ダンダダン（毎日放送）
- 特別賞：アメトーーク!（テレビ朝日）
- 特別賞：世界の果てまでイッテQ!（日本テレビ）
- 特別賞：上田と女がDEEPに吠える夜（日本テレビ）
- 特別賞：それSnow Manにやらせて下さい（TBSテレビ）
- 特別賞：ラヴィット!（TBSテレビ）
- 特別賞：相席食堂（朝日放送テレビ）
- 特別賞：いろはに千鳥（テレビ埼玉）
- 特別賞：かまいたちの知らんけど（毎日放送）
- 特別賞：かまいたちの掟（TSKさんいん中央テレビ）

## 補足

### 地方局・インターネット放送局制作番組の扱い
地方局（ローカル局）等が制作した番組は、原則として制作局が属している系列の番組として配信され、キー局等の配信サービスに供給する形を採っている。しかし、以下のように一部例外がある。
- 2023年から展開が始まったTVer社が自主的に製作した独占配信番組や、TVer社が運営するgorin.jp[注 28]から供給される近代オリンピックのハイライト映像[注 29]がどの系列にも属さないコンテンツとなっている。
- 独立放送局制作番組の一部は日本テレビが運営している無料動画配信サービス「日テレ無料TADA!」に供給しており、TVerでは更にその供給を受ける形で配信されている。そのような経緯から系列ジャンルでは配信開始当初から「日本テレビ系列」の番組として、同社系列番組と一緒に分類されていたが、2024年2月から「独立局」として日テレ系から分離された。
- 2020年10月から配信されている、全国高等学校サッカー選手権大会はNNSを中心とする民間放送43社が共同で主催・制作しており、NNS加盟局と宮崎放送・沖縄テレビ放送、独立放送局[注 30]も同大会における地方大会の中継と全国大会の放映に参加している。何れの試合映像は、「民間放送43社」（原文ママ）の製作局名義[注 31]かつ、主幹局である日本テレビ系列の番組として配信している[34][35]。
- 2022年からインターネット放送局であるABEMAが制作した一部のオリジナル番組についても期間限定で配信する場合がある[124]。ABEMAはテレビ朝日とサイバーエージェントとの合弁で運営していることから、何れのABEMAオリジナル番組もテレビ朝日の製作名義かつ、テレビ朝日系列の番組として配信している[125]。
- 関西地区にて準キー局にネットか、製作委員会に参加したUHFアニメや、準キー局が自主的に制作したUHFドラマ[注 32]の殆どが、その局が運営する前述の見逃し配信サービスにも供給されており、TVerではそれらからの供給を受ける形で準キー局の番組扱いで配信されている。独自運営の無料見逃し配信サービスを持っていない朝日放送テレビとテレビ大阪等も、同様の理由による。ただし、インターネットではフジテレビオンデマンド（FOD）等で独占（最速）配信を行っている作品についてはフジテレビやBSフジでの放送の有無に関わらず、フジテレビの番組扱いで配信される。なお、当該局での放送後に配信されるため、スポーツ中継延長の影響により当該局での放送が休止となった場合、TVerでの配信スケジュールが変更されることがある[126]。

### NHK制作番組の扱い
2019年8月26日、日本放送協会（NHK）が制作している一部の番組についても本サービスでの配信が開始された。なお、公共放送である同局の性格上や同業サービスである「NHKプラス」を運営している事情などから、以下の制約がある。
- 原則として、主にNHKが運営している動画配信サービス「NHKプラス」や「どーがレージ」にて配信している地上波（総合テレビ・Eテレ）番組の一部[注 33]が対象となる[127]。なお、衛星放送（BS・BSプレミアム4K・BS8K）の番組については2024年時点で同番組における見逃し配信が制度化されていない事情から行われていない[128][129]。
- テレビアプリでの視聴は対象外である[113]。
- 放送法により、広告放送が禁止されている性質上、NHKの番組をTVerで視聴する際にはスポンサー企業のコマーシャルは流されず、NHKテレビ向けのスポットCMと同じものがそのまま流されている[75][28]。また、広告料の収入についても同局には配分されない[127]。
- TVerでのNHKの番組視聴は受信契約並びに受信料の徴収対象外である[127][130]。

### リアルタイム配信の扱い
2021年10月から日本テレビ系列、2022年4月から日本テレビ以外の民放4系列にて、プライムタイム番組のリアルタイム（同時）配信サービスを開始した。テレ朝系とテレ東系以外はネットワークセールス枠（全国ネット）の番組・時間帯のみが対象であるが、一部地域でプロ野球中継に差し替える日であっても配信される。なお、プライムタイム以外の番組やスポーツ中継を同時配信する場合は「Special Live」と称した、通常のリアルタイム配信サービスとは別の特別枠にて実施される。
2024年からリアルタイム配信でも字幕表示を開始。2024年6月現在、テレビ朝日系列・TBS系列・テレビ東京系列・フジテレビ系列の一部番組で実施している。なお、字幕表示の有無がリアルタイム配信と見逃し配信で異なる番組がある。

### コマーシャルの扱い
コマーシャルメッセージ（CM・コマーシャル）は通常、本編前後と放送中のCM間に複数本の範囲内に別動画として挿入されている。間接公告の放送が無いNHKの番組に関しては、本編前後のみに入るだけである。地域限定CMに関しては、プロフィールに設定された居住地ではなく、Googleの所在地情報を基に選定されている。
- 一社提供番組を配信する場合は、提供クレジットがテレビ放送と同じフォーマットで企業入りで配信されており、見逃し配信版では全編にわたって提供企業のコマーシャルのみに絞りこんで配信されている[注 35]。このような事情から、一社提供ではない番組に比べて比率が低く、見逃し配信サービス向けに広告出稿を行っているスポンサーのものが殆どである。リアルタイム配信版では、テレビ放送と全く同じ順序でコマーシャルが流されている。
  - 一社提供ではない番組の提供クレジット画面については配信する局とカットする局とに分れている。配信する場合、画面左右にテロップが表示されていた場合は削除する局もある。
- 子供向けアニメ・特撮ドラマ等といった児童向けフィクション番組等の殆どに関しては、対象番組の主要スポンサーにおけるコマーシャルが最優先で配信され、系列共通のコマーシャルが後に続く形で配信されている。それらに該当しない番組も同様の措置が実施されることがある（後者は期間限定が殆ど）。
- サービスを初めて使用する際にアンケートとして年齢などを入力する項目がある。この機能を活かして、テレビでは業界団体等の自主規制により禁止されている加熱式たばこのコマーシャルが本サービスで流れることがある[134]。

### STARTO ENTERTAINMENT所属タレント・アーティストの扱い
- サービス開始当初はジャニーズ事務所→SMILE-UP.→STARTO ENTERTAINMENT所属タレント・アーティスト等が出演する映像はコマーシャルのみで、番組本編は配信されていなかったが、2016年より同事務所所属タレントが出演するドラマ番組も配信されるようになった[135]。また、2019年11月より[136]バラエティ番組も配信されるようになった。
- 2020年10月から3か月間試験的に実施した日テレ系ライブ配信では、同事務所所属タレントが出演する番組も含む形で配信されていた[30][31]。2021年10月からの正式サービス開始時並びに2022年4月からサービスを開始した他系列の全リアルタイム配信でも同様の措置が取られている[41][131]。